# Einar Karlsson (Fußballspieler)
Mannschaftsfoto von  Gårda BK von 1938, Karlsson vorne rechts kniend

Link zum Bild

(Bitte Urheberrechte beachten)
Einar Karlsson (* 1. August 1909; † 23. Oktober 1967) war ein schwedischer Fußballspieler.

## Werdegang
Karlsson spielte bei Gårda BK zu dessen erfolgreichster Zeit in den 1930er und 1940er Jahren in der Fotbollsallsvenskan. Er spielte dort an der Seite von Spielern wie den Nationalspielern Henock Abrahamsson, Gunnar Gren oder Harry Johansson. 1938 gelang mit dem fünften Platz in der ersten Liga das beste Ergebnis der Vereinsgeschichte. Bereits 1935 war der Spieler erstmals in die schwedische Nationalmannschaft berufen worden, kam aber nur sporadisch zu Spieleinsätzen. Mit ihr nahm der Stürmer an der Weltmeisterschaft 1938 teil, kam während des Turniers aber nicht zum Einsatz. Insgesamt bestritt er drei Länderspiele.
Über den weiteren Lebensweg Karlssons ist derzeit nichts bekannt.
| Personendaten    | Personendaten               |
| ---------------- | --------------------------- |
| NAME             | Karlsson, Einar             |
| KURZBESCHREIBUNG | schwedischer Fußballspieler |
| GEBURTSDATUM     | 1. August 1909              |
| STERBEDATUM      | 23. Oktober 1967            |